# Echinotriton
Echinotriton är ett släkte av groddjur som ingår i familjen salamandrar.
Dessa salamandrar förekommer i östra Kina och södra Japan.
Arter enligt Catalogue of Life:
- Echinotriton andersoni
- Echinotriton chinhaiensis

Amphibian Species of the World listar ytterligare en art:
- Echinotriton maxiquadratus